# Guianko
Guianko es un músico cubano de salsa.
El álbum debut de Guianko, Llámame Yanko, fue grabado en 1995. Este álbum presentó la canción "Temes", que alcanzó el lugar #11 en el cuadro latino de singles ese año en la revista Billboard. Él tuvo un éxito mundial en español con la canción "A Sangre Fría" en 1997.

## Discografía
- Llámame Yanko (RMM Records, 1995)
- A Sangre Fría (RMM, 1997)
- Mi Forma de Sentir (RMM, 1998)